# Флойд Мейвезер — Оскар Де Ла Хойя
Бой десятилетия 2000-х годов — неофициальное название поединка между Флойдом Мейвезером-младшим и Оскаром Де Ла Хойей, состоявшегося 4 мая 2007 года в Лас-Вегасе, США. Поединок прошёл в первом среднем весе и стал крупнейшим коммерческим событием десятилетия в профессиональном боксе.

## Предыстория
Флойд Мейвезер, к тому времени уже чемпион в пяти весовых категориях, бросил вызов популярному и харизматичному ветерану Оскару Де Ла Хойе, который владел титулом WBC в первом среднем весе. Бой был раскручен как столкновение двух эпох — "звезды прошлого" против "непобеждённого гения обороны". Интерес к поединку подогревался семейным конфликтом: отец Флойда был тренером Оскара, но в подготовке боя его заменил Фредди Роуч.

## Коммерческий успех
Бой собрал рекордные для того времени 2,4 миллиона продаж по системе Pay-Per-View и более 130 миллионов долларов выручки. Это сделало его самым прибыльным поединком в истории бокса на тот момент.

## Ход боя
Поединок прошёл все 12 раундов. Де Ла Хойя пытался диктовать темп, активно используя джеб и прессинг, однако Мейвезер демонстрировал превосходство в защите, скорости и точности ударов. Несмотря на несколько острых моментов со стороны Де Ла Хойи, Мейвезер контролировал большую часть боя, особенно во второй половине.

## Результат
Мейвезер одержал победу раздельным решением судей: 116–112 и 115–113 в его пользу, один судья дал 115–113 за Де Ла Хойю. Сразу после боя Флойд объявил о завершении карьеры, однако вскоре вернулся на ринг.

## Наследие
Поединок закрепил за Мейвезером статус главной звезды мирового бокса. Он стал лицом поколения 2000-х и перешёл в разряд культурных и спортивных икон. Бой также ознаменовал конец активной карьеры Де Ла Хойи как бойца элитного уровня.
Многие спортивные издания, включая The Ring и ESPN, включают этот бой в список главных событий десятилетия и называют его "боем десятилетия 2000-х годов" за его масштаб, интригу и влияние на индустрию.